# Tito Zaniboni
Tito Zaniboni (Monzambano, 1º febbraio 1883 – Roma, 27 dicembre 1960) è stato un politico italiano. Veterano della prima guerra mondiale, durante la quale combatté nelle file dell'8º Reggimento alpini raggiungendo il grado di tenente colonnello, fu decorato di tre medaglie d'argento e una medaglia di bronzo al valor militare. È noto soprattutto per aver organizzato il primo fallito attentato contro Mussolini, il 4 novembre 1925, e, alla caduta del regime fascista, per aver ricoperto l'incarico di alto commissario per le sanzioni contro il fascismo.

## Biografia
Dopo un breve periodo di emigrazione a Boston, negli Stati Uniti d'America, fra il 1906 e il 1908, compì il servizio di leva nell'8º Reggimento alpini, diventando sottotenente di complemento. Aderì al Partito Socialista Italiano, nel quale militò nella corrente riformista, e fu eletto nel 1914 nelle sue liste come consigliere provinciale di Volta Mantovana.

### Impegno politico

Tito Zaniboni e Giacomo Acerbo, firmatari del patto di pacificazione tra socialisti e fascisti

Personaggio contraddittorio, fu segretario della Federazione delle Cooperative mantovane dal 1913 al 1915 e, come collaboratore del periodico  Nuova Terra, scrisse numerosi articoli contro l'intervento, per poi passare su posizioni interventiste. Arruolato durante la Grande Guerra nell'8º Reggimento Alpini di stanza a Udine, ottenne, per il suo valore dimostrato, la promozione al grado di maggiore, tre medaglie d'argento e una medaglia di bronzo al valor militare, finché fu congedato con il grado di tenente colonnello.
Simpatizzò nell'immediato dopoguerra per l'impresa fiumana di Gabriele D'Annunzio e per un breve periodo collaborò anche al Popolo d'Italia.
Nel 1920 fu eletto consigliere provinciale di Volta Mantovana; nello stesso anno venne eletto nel consiglio comunale di Monzambano e assunse l'incarico di "assessore effettivo", assolvendo ad incarichi come rappresentante del Comune collinare nel Consorzio granario provinciale, nel Comitato forestale provinciale nel Consorzio della ferrovia Mantova Peschiera.
Iscritto alla massoneria dal 1920 al 1925, alle elezioni politiche italiane del 1921 fu eletto deputato per la circoscrizione di Udine-Belluno per il Partito Socialista Italiano. Lo Zaniboni fu poi uno dei protagonisti del patto di pacificazione tra socialisti e fascisti, stipulato nell'agosto 1921. Nell'ottobre del 1922 aderì al Partito Socialista Unitario di Giacomo Matteotti, formatosi subito dopo l'espulsione dei riformisti dal Partito Socialista. Nelle successive elezioni del 1924 non fu rieletto.
Il rapimento di Giacomo Matteotti lo impressionò moltissimo, e fu in prima linea nelle ricerche dello scomparso; l'evento lo sconvolse a tal punto che una notte scoperchiò tredici tombe nel cimitero del Verano, nella vana ricerca del cadavere del Matteotti. Il ritrovamento del corpo del deputato socialista, il 16 agosto 1924, lo portò su posizioni nettamente antifasciste.

### L'attentato a Mussolini

Il balcone dell'albergo Dragoni di Roma, dal quale Zaniboni avrebbe potuto e voluto mettere sotto tiro Mussolini quando si fosse affacciato da Palazzo Chigi

Zaniboni divenne noto per aver organizzato il primo tentativo di attentato contro Benito Mussolini, il 4 novembre 1925. Egli avrebbe dovuto far fuoco con un fucile di precisione austriaco da una finestra dell'albergo Dragoni, fronteggiante il balcone di Palazzo Chigi, da cui il duce si sarebbe dovuto affacciare per celebrare l'anniversario della vittoria. Zaniboni però non sapeva che del suo gruppo faceva parte un informatore della polizia (tale Carlo Quaglia), e che quindi tutte le sue mosse erano state fino a quel momento sorvegliate dal questore Giuseppe Dosi.
L'operazione di polizia scattò quando Zaniboni, giunto in albergo, si apprestò a salire nella sua camera. In un armadio della camera stessa fu trovato il fucile, e nei pressi di piazza San Claudio fu trovata parcheggiata una Lancia Dilambda, che lo Zaniboni aveva acquistato pochi giorni prima e che gli sarebbe servita per la fuga. Zaniboni fu quindi arrestato tre ore prima dell'attentato, insieme al generale Luigi Capello. Nei giorni seguenti fu sciolto il Partito Socialista Unitario e chiuso il quotidiano La Giustizia, che ne era l'organo ufficiale.

### Il processo per "alto tradimento" e la carcerazione
Zaniboni fu incarcerato. Il processo incominciò l'11 aprile 1927, dopo la promulgazione delle leggi fascistissime. In un primo tempo, durante l'istruttoria, Zaniboni respinse le accuse dichiarando di non aver avuto intenzione di uccidere nessuno, o tutt'al più Roberto Farinacci, ma non Mussolini. Infine, a sorpresa, nel dibattimento, rivendicò le proprie responsabilità:
(Tito Zaniboni rivendica la paternità del delitto)
Insieme a lui fu processato anche il generale Luigi Capello, che, accusato di aver partecipato all'organizzazione dell'attentato, fu condannato a trent'anni di reclusione (scontandone nove). Capello respinse sempre tutte le accuse, arrivando a definire Zaniboni "un energumeno", e dichiarò di averlo incontrato il 2 novembre soltanto per elargirgli un prestito di 300 lire, che sarebbe dovuto servire per finanziare una manifestazione di reduci antifascisti. Il coinvolgimento di Capello emerse ugualmente, e Zaniboni cercò inutilmente di scagionarlo dal fallito attentato; ammettendone però il coinvolgimento, disse: "avevo notato la sua avversione alla mia azione e l'intenzione a staccarsi da me".
Zaniboni fu condannato per alto tradimento a trent'anni di reclusione. Nel corso del processo ammise anche di aver ottenuto finanziamenti a tale scopo dal capo del governo cecoslovacco Tomáš Masaryk.
Nel 1935 Zaniboni spedì diverse lettere a Mussolini, ringraziandolo per aver aiutato economicamente la figlia a terminare gli studi universitari, e prese parte dal carcere alla campagna dell'oro alla patria per finanziare la guerra d'Etiopia, promettendo anche di mettersi al servizio del regime. Altre lettere seguirono nel 1939, in cui egli fece altre dichiarazioni in favore del fascismo. La stessa figlia Bruna inviò diverse lettere di ringraziamento a Mussolini per il trattamento ricevuto, e dopo la laurea fece dono a Mussolini della propria tesi.

### Alto commissario "per l'epurazione nazionale dal fascismo"
Scarcerato l'8 settembre 1943, fu chiamato da Badoglio a far parte del governo, ma rifiutò. Verso la metà di febbraio del 1944 Badoglio gli affidò l'incarico di alto commissario "per l'epurazione nazionale dal fascismo".  Nel primo caso la scelta di Zaniboni, uno dei più noti esponenti dell'antifascismo, destò perplessità. Badoglio lo riteneva un personaggio facilmente manovrabile, e con la sua nomina ottenne il risultato di spiazzare il fronte antifascista, ottenendo l'adesione al suo governo dell'uomo che aveva attentato alla vita di Mussolini. Ciò nonostante, il Partito Socialista Italiano il 12 febbraio 1944 ribadì l'indisponibilità a entrare nel governo Badoglio, dichiarando incompatibile con il partito chi come Zaniboni aveva accettato incarichi nel nuovo governo, e ne "avrebbe portato ineluttabile conseguenza la sua uscita dal Partito impegnato nella lotta contro la monarchia e il governo Badoglio".
Il 23 febbraio 1944 Zaniboni ottenne ufficialmente la nomina, ma i poteri assegnatigli furono molto limitati, mancando anche una legge che ne disciplinasse l'attività; pertanto il mandato affidatogli non produsse risultati nell'ambito dell'azione di governo. In un incontro svoltosi verso la metà d'aprile, Benedetto Croce e Badoglio discussero della possibilità di arrivare a una sostituzione di Zaniboni, da destinarsi ad altro incarico più alla sua portata. Alla metà di maggio, quando molte cominciavano a essere le voci critiche, lo Zaniboni rassegnò le dimissioni.

### Alto commissario "per i profughi e i reduci"
Nel secondo governo Badoglio fu poi nominato alto commissario per i profughi e i reduci, fino al 1945. Dal 1950 al 1960 fu Presidente dell'UNUCI (Unione Nazionale degli Ufficiali in Congedo d'Italia).

## Riconoscimenti
I suoi concittadini gli hanno dedicato una piazza a Monzambano. Il comune di Viadana, in provincia di Mantova, e il comune di Parma gli hanno intitolato una strada. Inoltre sulla casa dove nacque è stata posta un'iscrizione.

### Periodici
- Marco Cesarini Sforza, Gli attentati a Mussolini. Per pochi centimetri fu sempre salvo, in La Storia illustrata, n. 8, Milano, A. Mondadori Editore, agosto 1965,  p. 240.
- Il Generale Capello appartenne alla massoneria, in La storia illustrata, n. 188, Milano, A. Mondadori Editore, luglio 1973,  p. 6.